# Heidi Chocolats Suisse
Heidi Chocolats Suisse este o companie producătoare de ciocolată din România, aceasta își are sediul în România și este deținută de compania Confiseur Läderach din Elveția.
Heidi Chocolats a fost înființată în anul 1994 de oamenii de afaceri elvețieni Massimo Palumbo și Konrad Hafner.
Compania exportă produse în 60 de țări.
Cifra de afaceri:
- 2008: 13 milioane euro[2]
- 2007: 11,6 milioane euro[1]